# Aliénation juridique
Pour les articles homonymes, voir Aliénation.
L'aliénation est la vente, le transport d'une propriété, d'un fonds. L'aliénation est volontaire ou forcée. Il s'agit du fait d'un propriétaire de disposer ou transmettre la propriété d'un bien à un tiers, tel la vente, la cession, le legs, le don et la transmission. 
L'abusus est l'un des attributs du droit de propriété, le droit de disposer de son bien, qu'il s'agisse de la disposition juridique de son bien par l'aliénation (vente ou don) ou matérielle par la destruction.
L'aliénation est prévue dans certains cas particuliers par des textes de loi, pour désigner la désappropriation de bien par une personne physique ou morale, notamment pour simplifier le règlement de situations d'indivision inextricables.

## Restriction à l'aliénation
Dans l'antiquité occidentale, à Rome ou en Grèce, l'aliénation des immeubles est primitivement interdite. Aristote énumère les différentes législations qui, à Sparte, à Corinthe, à Locres ou Leucade, interdisaient, vers les IXe-VIe siècle av. J.-C., toute cession ou, lorsqu'elles le toléraient, comme les célèbres lois de Solon, lui attachaient une sanction considérable, la perte des droits de citoyenneté. Cette attitude se vérifie aussi très longtemps en Chine - où, lorsque le principe d'inaliénation tend à s'assouplir, les procédures de transaction foncière ne sont jamais, pour autant, de véritables ventes mais des formules proches de la location perpétuelle, de l'antichrèse, de la vente à réméré - et en Inde ancienne. La même observation persiste dans maintes dispositions du droit moderne, en France, comme dans la plupart des aires culturelles, qui continuent de fixer des règles strictes qui n'ont pas leur équivalent pour les autres types de biens économiques et justifient, par le fait, la présence plus ou moins forte de l’État dans le domaine immobilier. « L'immeuble, bien foncier ou, plus tard, le bâti, jouit ainsi dès l'origine d'un statut de type religieux, tandis que le meuble demeure dans la contingence et le mépris, comme le rappelle le vieil adage du droit romain res mobilis, res vilis. »
Au cours de la première moitié de son règne, André II de Hongrie mena une nouvelle politique de la propriété - « Nove institutiones » - cette politique de donations, dans un document daté de 1217, consistait à distribuer un très grand nombre de domaines royaux, principalement des terres dépendant de châteaux. Dans certains comitats, il arriva que l’ensemble des domaines de la couronne change de propriétaire. Son fils Béla IV s’efforça de récupérer les domaines de châteaux distribués par Imre et André II, afin de rétablir la situation de l’époque de Béla III, où le roi n’avait pas encore commencé les aliénations systématiques de propriétés qui sapaient les bases du pouvoir royal. Certains voient dans une décrétale d'Honorius III reprochant au roi de Hongrie des aliénations excessives l'origine de la règle de l'inaliénabilité du domaine public. Cette loi est peut-être d'origine canonique.

## Inaliénabilité du domaine public en France
En France, les biens d’État participant du domaine public ne peuvent être vendus, donnés, ni prêtés sans clauses réversibles. Ce principe d'inaliénation était déjà mis en application sous l’Ancien Régime. Par celui-ci, le roi s'engage à ne pas séparer du royaume telle ou telle province, ou tel ou tel fief. La Révolution française a dérogé à ce principe en permettant l’aliénation des biens du domaine de la Nation par le Code domanial de 1790, décision suivie de nombreuses ventes dont la validité fut confirmée par la suite sous la Restauration et par divers cas de jurisprudence au XIXe siècle
En 1293, Philippe le Bel fut le premier roi de France à acquérir des droits directs sur Montpellier. L'évêque de Maguelone lui vend en pleine propriété ses droits sur la juridiction de Montpelliéret. C'est la première étape de l'acquisition de Montpellier par la couronne de France. La clause d'échange exprime parfaitement l'incessibilité du bien et des droits acquis par Philippe le Bel, à travers un triple engagement prohibant toute séparation, tout transfert et toute inféodation à l'initiative du roi et de ses successeurs. L’édit de Moulins - un édit royal pris par le roi de France Charles IX en février 1566 - a pour but de réglementer définitivement les aliénations au domaine royal. Pour ce faire, les juristes distinguent un domaine fixe (ensemble des biens et droits acquis par la Couronne à l'avènement d'un roi donné) et le domaine casuel (tout ce qui vient à échoir au roi). Le domaine fixe est inaliénable, mais le roi peut disposer du domaine casuel.
À la veille de la Révolution française, le principe d'inaliénabilité du domaine public même mobilier nait de la nécessité, de préserver l’héritage artistique, mis en péril par l’aliénation du Domaine de 1790. Les artistes et commissaires pensent une nouvelle forme de protection de l’objet d’art, leur premier enjeu étant alors de faire reconnaître la propriété collective de cet ensemble artistique et d’élaborer une législation publique qui permettrait la défense des biens de l’art offerts à la jouissance de tous. La préservation des biens meubles à cette époque est particulièrement complexe, la limitation de commerce de l’objet meuble étant contraire à l’ancien droit qui primait la liberté du commerce.

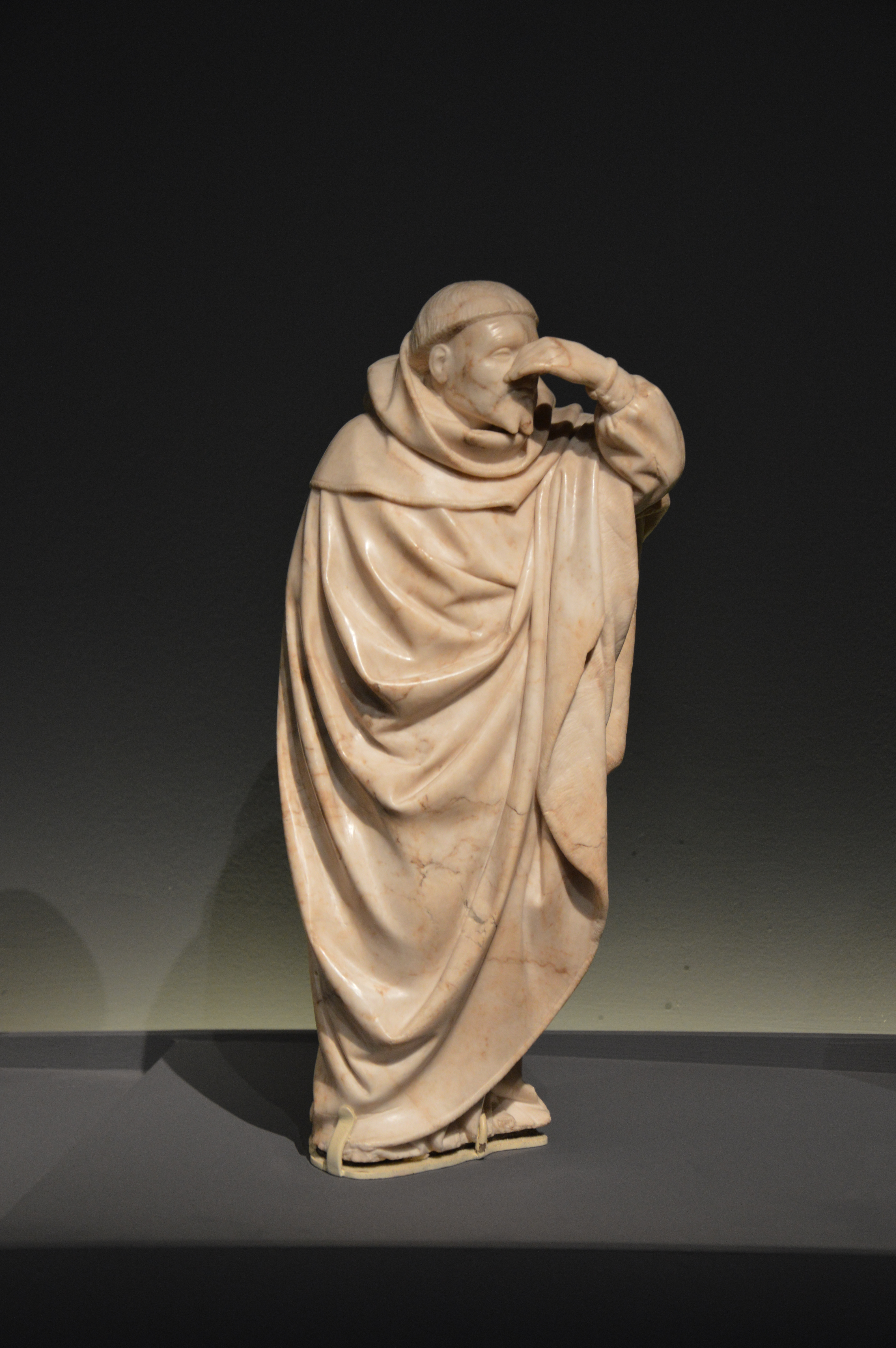
Pleurant, tombeau de Jean sans Peur, 64

Un jugement a été rendu en 2018 à propos d'une œuvre statuaire - un pleurant ornant le tombeau de Jean san Peur, duc de Bourgogne - détenu par une famille depuis 1813. Le Conseil d’État a décidé que la statue, incorporée comme tous les biens ecclésiastiques, au domaine national au moment de la Révolution française n’a « jamais cessé d’appartenir à l’État ». Le Conseil d’État a d'autre-part décidé que l'intérêt patrimonial prime sur le droit au respect des biens, justifiant qu’elle soit rendue à son propriétaire, c’est-à-dire à l’État ». En France, au moment de la Révolution française, par le décret de l'Assemblée constituante du 2 novembre 1789, tous les biens du clergé sont mis à la disposition de la Nation. L’article 8 d’un décret de l’Assemblée constituante des 22 novembre et 1er décembre 1790 institue une « prescription acquisitive », certains de ces biens pouvant être « vendus et aliénés à titre perpétuel » à des particuliers, qui pouvaient en devenir propriétaires au bout de quarante ans de jouissance, sous réserve que le bien cédé ait fait préalablement l’objet d’un décret formel du corps législatif, sanctionné par le roi. Le Conseil d’État a déterminé que la statuette n'a pas fait l'objet de cette dérogation, par ailleurs un coup de canif donné par les révolutionnaires à la règle d’inaliénabilité du domaine national. Ce litige pose la question de la propriété d’œuvres d’église ou de château disparues, passées entre les mains de particuliers après la Révolution française, tous les biens ecclésiastiques ayant été intégré au domaine national,.